# Кінду
Кінду (фр. Kindu) — місто в Демократичній Республіці Конго. Адміністративний центр провінції Манієма.

## Історія

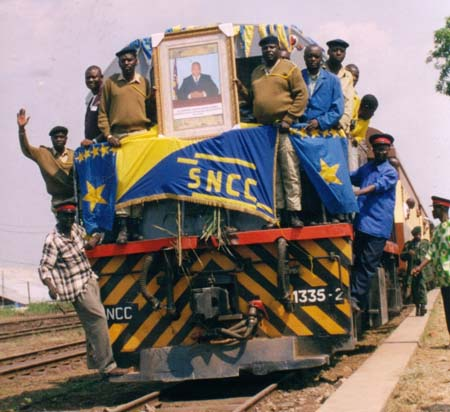
Перший поїзд прибуває в м Кінду по відновленій залізниці з Лубумбаші.

В XIX столітті місто було важливим центром торгівлі слоновою кісткою, золотом і рабами. Арабо-суахільські торговці рабами відправляли звідси каравани в Занзібар.
У роки Другої конголезької війни відбулася запекла битва за місто.

## Географія
Розташоване на західному березі річки Конго, приблизно за 400 км на захід від міста Букаву, на висоті 504 м над рівнем моря.

### Клімат
Місто знаходиться у зоні, котра характеризується кліматом тропічних саван. Найтепліший місяць — травень із середньою температурою 26.1 °C (79 °F). Найхолодніший місяць — липень, із середньою температурою 23.9 °С (75 °F).
| Клімат Кінду            | Клімат Кінду | Клімат Кінду | Клімат Кінду | Клімат Кінду | Клімат Кінду | Клімат Кінду | Клімат Кінду | Клімат Кінду | Клімат Кінду | Клімат Кінду | Клімат Кінду | Клімат Кінду | Клімат Кінду |
| Показник                | Січ.         | Лют.         | Бер.         | Квіт.        | Трав.        | Черв.        | Лип.         | Серп.        | Вер.         | Жовт.        | Лист.        | Груд.        | Рік          |
| Абсолютний максимум, °C | 36           | 36           | 35           | 35           | 34           | 34           | 33           | 33           | 34           | 34           | 33           | 34           | 36           |
| Середній максимум, °C   | 30           | 30           | 30           | 30           | 31           | 30           | 28           | 30           | 30           | 30           | 30           | 30           | 30           |
| Середня температура, °C | 25           | 25           | 25           | 25           | 26           | 25           | 23           | 25           | 25           | 25           | 25           | 25           | 25           |
| Середній мінімум, °C    | 21           | 20           | 21           | 21           | 21           | 20           | 19           | 20           | 20           | 20           | 20           | 21           | 20           |
| Абсолютний мінімум, °C  | 16           | 18           | 17           | 18           | 18           | 17           | 15           | 17           | 18           | 18           | 18           | 18           | 15           |
| Норма опадів, мм        | 170          | 150          | 190          | 150          | 100          | 20           | 30           | 70           | 100          | 150          | 190          | 200          | 1590         |
| Днів з дощем            | 10           | 10           | 9            | 9            | 7            | 2            | 2            | 5            | 7            | 9            | 11           | 10           | 91           |
| Вологість повітря, %    | 82           | 81           | 80           | 80           | 82           | 79           | 81           | 80           | 78           | 81           | 82           | 82           | 81           |
| ----------------------- | ------------ | ------------ | ------------ | ------------ | ------------ | ------------ | ------------ | ------------ | ------------ | ------------ | ------------ | ------------ | ------------ |
| Джерело: Weatherbase    |              |              |              |              |              |              |              |              |              |              |              |              |              |

## Населення
За оціночними даними на 2012 рік населення міста становить 172 321 осіб. У Кінду можна зустріти риси ісламської і суахільської культур.

## Транспорт
Зв'язаний залізницею з півднем країни, є аеропорт. Автомобільні дороги, що ведуть в місто, знаходяться переважно в поганому стані.